# Langham (Essex)
Langham is een civil parish in het bestuurlijke gebied Colchester, in het Engelse graafschap Essex.